# Codolet
Codolet település Franciaországban, Gard megyében. Lakosainak száma 597 fő (2022. január 1.). Codolet Chusclan, Laudun-l’Ardoise, Orsan és Caderousse községekkel határos.

## Népesség
A település népességének változása:
| Lakosok száma | 393  | 433  | 458  | 673  | 693  | 680  | 660  | 618  | 607  | 597  |
|               | 1968 | 1982 | 1990 | 2006 | 2013 | 2015 | 2017 | 2019 | 2020 | 2022 |